# The Hawthorns
The Hawthorns es un estadio de fútbol con un aforo de 26 287 espectadores, situado en West Bromwich, Inglaterra. Es propiedad de West Bromwich Albion desde 1900 y se convirtió en el sexto estadio utilizado por el club. El campo fue (existen opiniones divergentes) el primer estadio de fútbol de la Football League en construirse entre finales del siglo XIX e inicios del XX. Con una altura sobre el nivel del mar de 168 metros es el más alto de los 92 estadios de la Premier League y de los clubs de la Football League.

## Campos previos
Durante los primeros años del club, el West Bromwich Albion tuvo una existencia nómada, llegando a jugar en cinco estadios diferentes en un periodo de 22 años. Su primer terreno de juego fue Coopers Hill, que el equipo ocupó sólo un año (1878 - 1879). Desde 1879 hasta 1881 la segunda casa del WBA fue Dartmouth Park, aunque alternando con Coopers Hill.
El tercer campo del WBA fue Bunns Field, también conocido como The Birches (los Abedules), donde jugó sólo la temporada 1881-82. Contaba con una capacidad de 1500 a 2000 espectadores, este fue su primer campo cerrado, lo que permitía al club cobrar la entrada al campo por primera vez. La cada vez mayor popularidad del fútbol hizo que el West Bromwich Dartmouth Cricket Club pusiera en alquiler cuatro acres de su terreno al WBA desde 1882 hasta 1885, pero al WBA rápidamente se le quedó pequeña su nueva casa y pronto tuvieron que volver a trasladarse. La nueva propiedad, el cuarto campo, del WBA fue Stoney Lane, entre 1885 y 1900, fue posiblemente el período más exitoso hasta entonces en la historia del club, porque el WBA ganó la FA Cup dos veces y siendo subcampeones en otras tres ocasiones.